# Ludwik Konstanty Pociej
Ludwik Konstanty Pociej (1664-1730), membre de la famille Pociej (pl), staroste de Samogitie (1698), hetman de Lituanie, castellan de Vilnius et grand hetman de Lituanie(1709).

## Sources
- Notices d'autorité :   - VIAF
  - Pologne
  - NUKAT

- (en) Cet article est partiellement ou en totalité issu de l’article de Wikipédia en anglais intitulé « Ludwik Pociej » (voir la liste des auteurs).

- (pl) Cet article est partiellement ou en totalité issu de l’article de Wikipédia en polonais intitulé « Ludwik Konstanty Pociej » (voir la liste des auteurs).